# Kara-Bulak
Kara-Bulak (kirgisisch Кара-Булак) ist ein Dorf in Kirgisistan mit 3511 Einwohnern (Stand 2022).

## Geographie
Das Dorf liegt im Rajon Batken des Oblus Batken. Es ist Verwaltungssitz der Landgemeinde Kara-Bulak. Das Dorf befindet sich im zentralen Teil des Rajon, in einer Entfernung von etwa 11 Kilometern (Luftlinie) südöstlich der Stadt Batken, dem Verwaltungszentrum des Rajon und des Oblus. 
Naturräumlich betrachtet liegt Kara-Bulak am nördlichen Fuß der Turkestankette, wo der Fluss Karabulak in das Fergana-Becken eintritt; die Höhe über dem Meeresspiegel beträgt 1515 m.

## Bevölkerung
| Jahr | Einwohner |
| ---- | --------- |
| 2009 | 2664      |
| 2022 | 3511      |